# くすりの道修町資料館
くすりの道修町資料館（くすりのどしょうまちしりょうかん）は、大阪府大阪市中央区道修町にある資料館。少彦名神社の境内に併設されている。

## 概要
1,000巻に及ぶ目録に収められた江戸時代の薬種業者による関係文書約3,000点、明治以降の資料約30,000点、さまざまな薬草、昭和40-50年代のポスター、おまけプレミアム商品とともに、道修町の歴史も紹介している。公式サイトによれば2013年4月以降、展示を変更したとされる。以下に変更後の展示内容について紹介する。

### 常設展示
置き薬およびその関連品や、薬種業者の使っていた道具の展示。昔の配置薬（置き薬）の薬袋（くすり袋）のほか、道修町薬種中買仲間人数帳や入札箱、算盤（そろばん）などがある。

### テーマ展示
生薬・家庭薬について展示している。

### 道修町ゆかりの人々
道修町ゆかりの人々について展示している。たとえば、劇作家の菊田一夫は、堺筋・平野町に存在した薬種問屋に年期奉公した経験を活かしてテレビドラマ原作小説『がしんたれ』を著したという。

## 道修町が「くすりの町」と呼ばれる由来
館名に「くすりの道修町」とあるが、そもそもなぜ道修町がくすりの町と呼ばれるのかについて、考察する。道修町そのものの歴史については道修町#歴史を参照されたい。
寛永年間、道修町1丁目に堺の商人である小西吉右衛門が薬種屋を開き、道修町はくすりの町として歩み始めた。1722年（享保7年）、124軒の薬種業者が株仲間として江戸幕府から公認を受け、薬に値段を付け全国に売り捌くことが認められた。幕府が公認に至った背景として、当時の薬種の原料である中国から輸入された唐薬種や日本で採れる和薬種は、適切な品質であるかどうかを見分けるのが非常に難しかったため、知識をもつ薬種業者の検査が必要とされていたことが挙げられる。
1822年（文政5年）、大阪でコレラが流行した際、薬種業者が疫病除けの薬として虎の頭の骨を配合した「虎頭殺鬼雄黄圓（ことうさっきおうえん）」という丸薬を作って神前で祈祷後、庶民に無料配布したとされる。もちろん、虎頭殺鬼雄黄圓にはプラシーボ以上の効果はない。なお、道修町で疫病除けのお守りとして売られている張り子の虎はこれに由来している。
明治時代になると西洋医学が広まり、薬舗夜学校が開設され、薬種業者は西洋医学の勉強も始めたという。薬舗夜学校は、現在の大阪大学薬学部や大阪薬科大学の基となった。今でも、周囲には日本を代表する製薬企業の本社などが立ち並び、研究を行っている。これが、道修町がくすりの町と呼ばれる所以である。

## 沿革
1997年（平成9年）10月 - 開館

## 利用案内
2022年3月末まで閉館、ただし資料保存会会員で同時入館10名以下のみ受付可である。
- 開館時間：午前10時から午後4時
- 定休日：日曜、祝日、8/13-8/16、12/28～1/4(不定期にて休館あり）ホームページおよび電話にて要確認）
- 入館料：無料（ただし、少彦名神社に参拝すること）